# 乙烯
乙烯（英語：Ethylene）是由两个碳原子和四个氢原子组成的化合物。两个碳原子之间用双键连接。
乙烯為合成纖維、合成橡膠、合成塑料（聚乙烯及聚氯乙烯）、合成乙醇（酒精）的基本化工原料，也用於制造氯乙烯、苯乙烯、環氧乙烷、醋酸、乙醛、乙醇和炸藥等，且可用作水果和蔬菜的催熟剂，是一種已證實的植物激素，也是石油化工發展水準之指標。

## 分子結構
乙烯有4個氫原子，碳原子之間以雙鍵連接，6個原子共面。H-C-C键角为121.3°；H-C-H键角为117.4°，接近120°，是理想的sp2混成軌域。這種分子也比較僵硬：旋轉C=C鍵是一個高吸热過程，需要打破π鍵而保留σ鍵。
雙鍵是一個高電子密度的區域，因而大部分反應發生在這個位置。

## 生產方法
乙烯是由石油化工裂解而成。在這個過程中，氣態或輕液態烴被加熱到750-950℃，誘使許多自由基反應，然後立即淬火凍結。這個过程中，大分子碳氫化合物轉化為較小分子的碳氫化合物，並生成不飽和烴。

## 化學反應
乙烯在石油化工等行業是一個極為重要的試劑，它的产量标志着一个国家的石油化工的能力。它可以進行多種類型的反應，從而製出各種化工產品。
其反應包括：
1. 加成，可以与水、卤素单质、卤化氢、氰化氢等加成。
2. 氧化，
3. 烷基化，
4. 聚合，生成聚乙烯。
5. 羰基合成反应，
6. 催熟水果和蔬菜。
7. 與1,3-丁二烯發生雙烯加成反應，生成環己烯。

## 实验室制法
工业上所用的乙烯，主要是从石油化工所生产的气体产品中分离出来的。实验室中往往直接购买。如需合成，经常通过加热酒精和浓硫酸的混合物，使酒精分解而制得乙烯。在这个反应中，浓硫酸起催化剂和脱水剂的作用，其反应方程式如下：
| C2H5OH | 浓H2SO4 | CH2=CH2↑ + H2O |
| C2H5OH | △       | CH2=CH2↑ + H2O |
此反应应当迅速加热混合物（一般加热到170摄氏度左右），否则将会产生副产物乙醚（乙醚生成温度一般于140摄氏度左右）。

## 毒性现象
乙烯在低浓度时，有刺激作用，高浓度时具有较强的麻醉作用，但无明显兴奋阶段，麻醉快，甦醒也快。对皮肤粘膜没有刺激作用。主要中毒途径是呼吸道吸入，其次为皮肤接触。
突然吸入80~90%高浓度乙烯，可立刻引起意志丧失；吸入75－90%乙烯与氧的混合气可引起麻醉；吸入61%乙烯4分钟，产生反应迟钝；吸入25－45%乙烯有痛觉消失和记忆力减退。

## 植物激素
乙烯在植物生理上扮演植物激素的角色。乙烯与植物体内的气受体结合并激活其活性。乙烯通过铜离子与植物体内的气受体结合。 作为植物的催熟剂，以氣體方式微量作用在植物，刺激或調節果實成熟、開花和植物葉片掉落。因以氣體形式擴散，甚至會影響其他种类的植物。
在植物體內乙烯合成主要是由甲硫胺酸做起始物，1-胺基環丙烷-1-羧酸(ACC)為關鍵中間產物。可以天然或人工合成。

## 延伸閲讀
- Chang C, Stadler R. . BioEssays. July 2001, 23 (7): 619–27. PMID 11462215. doi:10.1002/bies.1087.
- Millenaar FF, van Zanten M, Cox MC, Pierik R, Voesenek LA, Peeters AJ. . New Phytol. 2009, 184 (1): 141–52. PMID 19558423. doi:10.1111/j.1469-8137.2009.02921.x.
- Schaller, George E. . BMC Biology. 2012, 10 (9): 920 February 2012  [2012-02-20]. doi:10.1186/1741-7007-10-9. （原始内容存档于2012-02-28）.

## 外表鏈接
- International Chemical Safety Card 0475（页面存档备份，存于）
- European Chemicals Bureau Datasheet[永久]
- Speculations Towards a General Plant Hormone Theory（页面存档备份，存于）
- MSDS